# RTL-TVI

RTL-TVI는 벨기에의 프랑스어 방송국이다. 2012년 기준으로 벨기에의 프랑스어권 지역에서 20%의 높은 시청률을 보유하고 있다.
1955년 룩셈부르크에서 방송된 RTL 방송이 1982년까지 방송되다가, 1978년 이후부터 벨기에에서도 방송을 시작하였으며 당시 채널은 PAL UHF 27번이었다. 이후 1987년 9월 12일에 RTL-TVI라는 별도의 방송국으로 나뉘었으며, 벨기에 최초의 민영 텔레비전 방송국으로 개국하였다.
본디 RTL 그룹이 66%, 오디오프레스 SA(로셀 그룹 참여)가 34%를 소유했으나, 2020년 12월 1일 RTL 그룹이 오디오프레스 SA의 지분을 사들였다. 그러다가 2022년 3월 31일 다시 로셀 그룹과 DPG미디어(각각 50%)에 팔았다.

## 자매 채널
- Club RTL, Plug RTL, Kids RTL